# To the Manor Born
To the Manor Born is een Engelse komedieserie die op de Engelse televisie onder de titel To the Manor Born werd uitgezonden van 1979 tot 1981. De serie volgt Audrey fforbes-Hamilton die na de dood van haar man haar geliefde landhuis moet verkopen aan een rijk geworden kruidenier. In Nederland werd de serie door de VARA uitgezonden onder de titel "Edelvrouw, Bedelvrouw".

## Verhaal
Audrey fforbes-Hamilton is erg gelukkig. Uiteraard is ze bedroefd dat haar man en neef Marton is overleden maar het feit dat ze nu de volledige controle krijgt over Grantleigh Estate, het landhuis dat al vierhonderd jaar van de familie is, verheugt haar meer. Als echter de familieadvocaat aanklopt met de mededeling dat Marton grote schulden heeft gemaakt, krijgt ze een schok. Het landhuis moet worden verkocht. Als Audrey op de veiling komt en het huis wil kopen, wordt ze verslagen door Richard DeVere, de eigenaar van een keten van supermarkten, Cavendish Foods. De afschuw van Audrey groeit als ze hoort dat DeVere begonnen is als kruidenier en eigenlijk niet eens Brits is. DeVere heet eigenlijk Bedrich Polouvicka en is half Pools, half Tsjechisch. Zijn ouders zijn in september 1939 naar Engeland gevlucht. DeVere heeft zijn moeder meegenomen die voluit Maria Jaroslava Vladimira Martinka Polouvicka heet, maar door iedereen mevrouw Poo wordt genoemd. Audrey hoort dit allemaal met afgrijzen aan en betrekt The Old Lodge, een oud koetshuis vlak bij het landhuis. Van daaruit kan ze het landhuis goed in de gaten houden, soms zelfs met een verrekijker. Ze woont samen met haar trouwe butler Brabinger, haar tuinman Ned en haar beagle Bertie. Regelmatig krijgt ze bezoek van de wat warrige Marjory Frobisher die verliefd is op Richard DeVere. Audrey weigert een baan te zoeken, omdat ze haar plichten als 'lady of the manor' wil blijven uitoefenen. Regelmatig moet ze de 'kruidenier' zoals ze DeVere blijft noemen wijzen op plichten die hij als nieuwe lord of the manor zou moeten uitoefenen. Door haar weigering een baan te zoeken, zit Audrey voortdurend in geldproblemen. Uiteindelijk groeien Audrey en Richard meer en meer naar elkaar toe. Als Cavendish Foods in de problemen komt moet Richard het landhuis verkopen. Gelukkig erft Audrey dan net het geld van een rijke oom (“uncle Greville, mummy’s first cousin”) en koopt het landhuis. Ze vraagt Richard ten huwelijk (omdat het er nooit van zal komen als ze het aan hem overlaat) en ze trouwen.

## Achtergrond
De serie werd bedacht door Pete Spence. Begin jaren zeventig werd hij uitgenodigd voor een housewarmingparty van een Britse komiek van gewone afkomst die rijk was geworden met zijn televisiewerk. De komiek had een landhuis gekocht en de eigenaresse als het ware verdreven naar een huisje in het dorp. Spence ontmoette de vrouw op het feest en wist gelijk dat de combinatie rijke man van eenvoudige afkomst tegenover een arm geworden rijke vrouw een idee kon zijn voor een serie. Toen de BBC hem vroeg voor een radioserie met Penelope Keith in de hoofdrol kwam het idee weer boven. Penelope Keith was erg populair geworden door haar optreden als Margo Leadbetter in de serie The Good Life (In Nederland uitgezonden als Terug naar de natuur). Margo is daarin een feeks en een hooghartige betweter en Spence zag haar gelijk als de arm geworden lady of the manor. Aanvankelijk zou een rijke Amerikaan haar tegenspeler zijn. De radioserie werd terzijde geschoven en vervangen door een televisieserie. De Amerikaan verdween en werd vervangen door een groenteman die miljonair is geworden.

## Productie

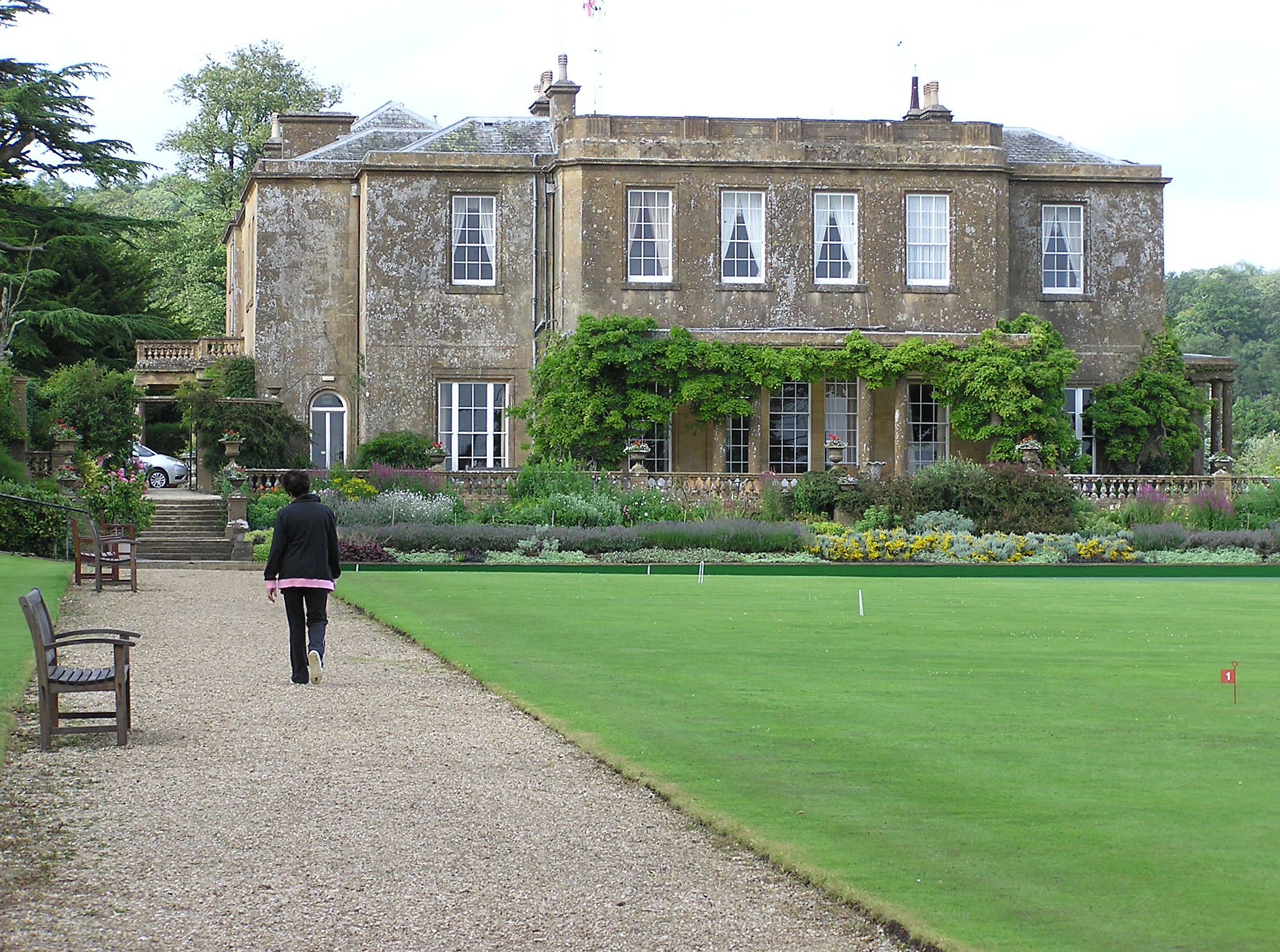
Cricket House, in de serie Grantleigh Estate

De serie speelt zich af in het fictieve dorpje Grantleigh in Somerset. Voor de filmopnamen werd gebruikgemaakt van het dorpje Cricket St Thomas gelegen in Somerset. Het landhuis dat door moest gaan voor Grantleigh Estate was Cricket House, dat het eigendom was van de schoonvader van Pete Spence. Binnenopnames werden gemaakt in Cricket House en in de Pinewood studio's. The Old Lodge, het woonhuis van Audrey, heette in werkelijkheid The West Lodge en lag anderhalve kilometer van Cricket House verwijderd. Om de illusie te bewaren dat beide huizen in de serie dicht bij elkaar zijn gelegen, werd een imitatie toegangspoort gebouwd.

## Rolverdeling
| Acteur         | Personage               |
| -------------- | ----------------------- |
| Penelope Keith | Audrey fforbes-Hamilton |
| Peter Bowles   | Richard DeVere          |
| John Rudling   | Brabinger               |
| Angela Thorn   | Marjory Frobisher       |
| Daphne Heard   | Mrs. Poo                |

## Afleveringen
In totaal kende de serie drie seizoenen. Het eerste seizoen telde zeven afleveringen. Het tweede zes en het derde seizoen weer zeven afleveringen. In 1979 was er nog een extra kerstspecial en in 2007 was er een extra aflevering waarin Audrey en Richard hun 25-jarig huwelijksfeest vieren.